# ساوتهیون (میسیسیپی)
ساوتهیون (به انگلیسی: Southaven) شهری در ایالت میسیسیپی کشور ایالات متحده آمریکا است که جمعیت آن در سرشماری سال ۲۰۱۰ میلادی، ۴۸٬۹۸۲
نفر بوده‌است.